# Boselaphini
Boselaphini é uma tribo de bovídeos da subfamília Bovinae. Inclui somente dois gêneros, Boselaphus e Tetracerus, com uma única espécie em cada.

## Classificação
A tribo Boselaphini é dividida em 2 gêneros.
- Gênero Boselaphus
  - Boselaphus tragocamelus — Nilgó
- Gênero Tetracerus
  - Tetracerus quadricornis — Antílope-de-quatro-chifres